# Undeva la Palilula
Undeva la Palilula este un film românesc din 2012 regizat de Silviu Purcărete. Rolurile principale au fost interpretate de actorii Dimeny Aron, George Mihăiță, Răzvan Vasilescu.

## Distribuție
Distribuția filmului este alcătuită din:
- Alexandru Georgescu — Nenea Pantelică
- Constantin Chiriac — Virgil Codreanu/ Trotzki
- Ilie Gheorghe — Tata Serafim
- Constantin Ghenescu — Mitică Limoncelli
- Sorin Leoveanu — Gogu
- Ofelia Popii — Leana mică
- Ana Ciontea — Margareta
- George Mihăiță — Ilie Tudorin
- Luminița Erga — Geta
- Marius Manole — Doctorul șchiop
- Răzvan Vasilescu — Predoleanu
- Ioana Crăciunescu — Soția lui Limoncelli
- Paul Chiribuță — Cîrcu
- Dimeny Aron — Serafim
- Horațiu Mălăele — Poștașul
- Adriana Șchiopu — Pușa
- Iulia Lazăr — Isabela

## Primire
Filmul a fost vizionat de 12.253 de spectatori în cinematografele din România, după cum atestă o situație a numărului de spectatori înregistrat de filmele românești de la data premierei și până la data de 31 decembrie 2014 alcătuită de Centrul Național al Cinematografiei.